# 賽皮納
賽皮納是玻利維亞的城鎮，位於該國中部，由聖克魯斯省負責管轄，距離首府聖克魯斯245公里，海拔高度1,365米，每年平均降雨量約500毫米，2010年人口3,389。
18°05′40″S 64°35′00″W / 18.0944°S 64.5833°W